# PSA Masters
Bei dem PSA Masters handelt es sich um ein Squashturnier der Herren, das bis auf eine Ausnahme 2007 und 2008 zwischen 2000 und 2011 an wechselnden Orten jährlich stattfand. Es war Teil der PSA World Series, das Preisgeld im Jahr 2011 betrug 165.000 US-Dollar. Die Größe des Hauptfeldes beläuft sich seit 2005 auf 32 Startplätze. 2007 und 2008 fand das Turnier wegen fehlender Sponsoren nicht statt. Im Jahr 2010 wurde auch einmalig eine Damenkonkurrenz ausgetragen.

## Sieger

### Herren
| Jahr | Austragungsort    | Sieger            | Finalgegner       | Ergebnis                     |
| ---- | ----------------- | ----------------- | ----------------- | ---------------------------- |
| 2011 | Neu-Delhi         | James Willstrop   | Grégory Gaultier  | 19:21, 11:8, 11:4, 6:1 Aufg. |
| 2010 | Neu-Delhi         | Nick Matthew      | James Willstrop   | 11:7, 11:8, 11:7             |
| 2009 | Neu-Delhi         | Ramy Ashour       | Nick Matthew      | 11:6, 9:11, 11:9, 11:9       |
| 2008 | nicht ausgetragen | nicht ausgetragen | nicht ausgetragen | nicht ausgetragen            |
| 2007 | nicht ausgetragen | nicht ausgetragen | nicht ausgetragen | nicht ausgetragen            |
| 2006 | Bermuda           | Amr Shabana       | Peter Nicol       | 9:11, 11:6, 11:7, 2:11, 11:8 |
| 2005 | Bermuda           | Jonathon Power    | Lee Beachill      | 11:7, 11:4, 11:2             |
| 2004 | Doha              | Peter Nicol       | David Palmer      | 15:4, 15:7, 10:15, 15:8      |
| 2003 | Doha              | John White        | Thierry Lincou    | 15:8, 17:15, 17:16           |
| 2002 | Doha              | Jonathon Power    | Stewart Boswell   | 15:10, 15:7, 8:15, 15:13     |
| 2001 | Hurghada          | Jonathon Power    | David Palmer      | 15:9, 15:13, 15:9            |
| 2000 | Hurghada          | Peter Nicol       | Jonathon Power    | 15:13, 15:7, 15:6            |

### Damen
| Jahr | Austragungsort | Siegerin      | Finalgegnerin | Ergebnis         |
| ---- | -------------- | ------------- | ------------- | ---------------- |
| 2010 | Neu-Delhi      | Jenny Duncalf | Kasey Brown   | 11:5, 11:4, 11:4 |